# Дамарх
Дама́рх (греч. Δάμαρχος) или Деме́нт — древнегреческий олимпийский чемпион по кулачному бою из Паррасии в Аркадии. Сведения о Дамархе интересны тем, что это не только один из древнегреческих участников и победителей Олимпийских игр, но ещё и один из первых в истории людей, упомянутых в качестве оборотня. По собственному признанию Дамарха, он превратился в волка во время праздника Ликея, а обратно в человека превратился только спустя 9 или 10 лет: 

Варрон называет даже по имени некоего Демента, который будто бы отведал жертвы, которую аркадцы приносили обыкновенно своему богу Ликею, закалывая мальчика, превратился в волка, и, приняв снова на десятом году человеческий образ, упражнялся в кулачном бою и остался победителем на олимпийском состязании. — Августин, О граде Божьем, XVIII, 17.
Знаменитый географ Павсаний упоминает Дамарха в своём труде «Описание Эллады», но отрицает его метаморфозы:

Что касается кулачного бойца, аркадянина, родом из Паррасии, по имени Дамарх, то, кроме того, что он одержал победу в Олимпии, все остальные рассказы досужих выдумщиков я не считаю достоверными: говорят, будто он, когда приносил жертву Зевсу Ликейскому (Волчьему), превратился в волка, а затем спустя десять лет после этого сделался опять человеком. Мне неизвестно, чтобы аркадяне говорили о нем что-либо подобное; ведь об этом было бы упомянуто в надписи на его статуе в Олимпии. Она гласит так:
Сын Диннита, Дамарх, из аркадской Паррасии родом,
Статую эту воздвиг в память победы своей.

В надписи только всего и написано.— Павсаний, Описание Эллады, 6.8.2
Ликея в Древней Греции была праздником человеческих жертвоприношений Зевсу. В случае, если приносимый в жертву мальчик был съеден одним из участников, Зевс превращал людоеда в волка. В таком положении оказался Дамарх. Согласно легенде, переданной не верящим в неё Павсанием, оборотень живёт в шкуре волка девять или десять лет, но если он в это время отведает человеческой плоти, он навсегда останется волком.
Плиний Старший, а позже и Бл. Августин соглашались с достоверностью истории о Дамархе и Ликеях. Историю с оборотничеством также упоминает Платон в своём труде «Государство», указывая, что проклятие можно отменить.